# Pierre Dufour (homme politique québécois)
Pour les articles homonymes, voir Pierre Dufour et Dufour.
Pierre Dufour, né en 11 novembre 1965 à Thetford Mines, est un homme politique canadien, élu député d'Abitibi-Est au sein de la Coalition avenir Québec (CAQ) lors des élections de 2018. 
Il est ministre des Forêts, de la Faune et des Parcs et ministre responsable des régions de l'Abitibi-Témiscamingue et du Nord-du-Québec de 2018 à 2022.

## Biographie
Né en 11 novembre 1965 à Thetford Mines, Pierre Dufour réside aussi à Carleton-sur-Mer et Boisbriand avec sa famille, avant de s'établir dans le secteur d'Amos en Abitibi-Témiscamingue.
Après des études au Cégep de l'Abitibi-Témiscamingue, campus de Rouyn-Noranda, Pierre Dufour s'intéresse à la politique et complète un baccalauréat en science politique à l'Université de Montréal en mai 1988. Après une formation supplémentaire en marketing à HEC Montréal, il retourne en Abitibi au sein de l'entreprise familiale, Club Voyages Plamondon, pour y débuter une carrière de conseiller. 

### Carrière professionnelle
En janvier 1991, il quitte l'entreprise familiale pour devenir directeur du marketing et des banquets pour Le Château d'Amos, un établissement hôtelier devenu depuis l'Hôtel des Eskers. Il poursuit cette incursion au sein de l'industrie touristique en devenant directeur général de la Corporation du Village minier de Bourlamaque en mai 1992. Neuf ans plus tard, il combine ce poste à celui de directeur général de l'Office du tourisme et des congrès de Val-d'Or lors de la fusion des deux organismes en avril 2001. Il quitte ses fonctions en mai 2003 après 11 ans de services. En 1997, il reçoit le Prix de la relève de la Société des musées québécois et est finaliste du Prix relève d'excellence des HEC de Montréal.
Au cours de ces 11 années, Pierre Dufour crée, avec ses équipes, le projet touristique de la Cité de l'Or en 1995, un centre d'interprétation de la vie minière. 
Après une année dans le secteur privé, Pierre Dufour est engagé par le club de hockey sur glace des Foreurs de Val-d'Or, comme directeur administratif du marketing, en mai 2004. C'est durant son passage chez les Foreurs que Pierre Dufour reçoit le trophée John-Horman, comme administrateur de l'année dans la LHJMQ en 2007.
Quatre ans plus tard, en septembre 2008, Pierre Dufour rejoint le Centre local de développement (CLD) de la Vallée-de-l'Or, où il fait la promotion du développement économique et culturel des communautés de La Vallée-de-l'Or.

### Carrière politique

#### Tentative au fédéral
En 2015, la dissolution du CLD ramène Pierre Dufour à l'agence de voyage familiale (Club Voyages Plamondon). Durant cette année, Dufour fait une première incursion en politique, répondant à l'appel des libéraux fédéraux (PLC) dans la circonscription d'Abitibi—Baie-James—Nunavik—Eeyou, mais subit une défaite serrée face à Roméo Saganash du Nouveau Parti démocratique.

#### Député au provincial
Trois ans plus tard, le 18 mai 2018, François Legault, chef de la Coalition avenir Québec, lui offre de défendre les couleurs de sa formation. Une course électorale s'engage alors avec le député sortant Guy Bourgeois du Parti libéral du Québec ainsi qu'avec Élizabeth Larouche du Parti québécois, ex-députée du même comté. Après 39 jours de campagne, il devance finalement la candidate du Parti québécois par plus de 4 700 votes. Bourgeois est relégué au 3e rang, talonné par Lyne Cyr de Québec solidaire.
Le 18 octobre 2018, il est nommé ministre des Forêts, de la Faune et des Parcs et ministre responsable des régions de l'Abitibi-Témiscamingue et du Nord-du-Québec.
En tant que ministre des Forêts, de la Faune et des Parcs, il autorise l'abattage de loups à Val-d'Or et Charlevoix, où les hardes contiennent chacune moins d'une trentaine de bêtes, et ouvre à l'exploitation forestière 46 000 hectares de forêts jusqu'alors protégés au Saguenay–Lac-Saint-Jean.
Il est réélu lors des élections du 3 octobre 2022 mais le 20 octobre 2022, il perd ses responsabilités ministérielles lors du dévoilement du nouveau Conseil des ministres suivant les élections.
Il est l'adjoint parlementaire de la ministre de l'Économie, de l'Innovation et de l'Énergie (volet développement économique régional) depuis novembre 2022.

### Autres activités
Pierre Dufour s'est aussi impliqué dans plusieurs organisations locales, régionales ou provinciales depuis 1988 dont la Chambre de commerce de Val-d'Or, le Filon bantam AA et les Forestiers d'Amos (hockey sur glace), 48e Nord International, la Société des attractions touristiques du Québec et le Musée de la civilisation de Québec.

### Vie privée
Pierre Dufour est père de deux enfants (William et Alexandre) et vit avec sa conjointe Carole Lafontaine dans la région de Val-d'Or.

## Résultats électoraux
|                                                                                               | Nom                     | Parti            | Nombre de voix | %      | Maj.  |
| --------------------------------------------------------------------------------------------- | ----------------------- | ---------------- | -------------- | ------ | ----- |
|                                                                                               | Pierre Dufour (sortant) | Coalition avenir | 9 762          | 47,2 % | 6 718 |
|                                                                                               | Jean-Maurice Matte      | Libéral          | 3 044          | 14,7 % | -     |
|                                                                                               | Benjamin Gingras        | Québec solidaire | 2 838          | 13,7 % | -     |
|                                                                                               | Jacline Rouleau         | Parti québécois  | 2 565          | 12,4 % | -     |
|                                                                                               | Maxym Perron-Tellier    | Conservateur     | 2 486          | 12 %   | -     |
| Total                                                                                         | Total                   | Total            | 20 695         | 100 %  |       |
| Le taux de participation lors de l'élection était de 62,6 % et 404 bulletins ont été rejetés. |                         |                  |                |        |       |

|                                                                                               | Nom                     | Parti               | Nombre de voix | %      | Maj.  |
| --------------------------------------------------------------------------------------------- | ----------------------- | ------------------- | -------------- | ------ | ----- |
|                                                                                               | Pierre Dufour           | Coalition avenir    | 8 967          | 42,7 % | 4 877 |
|                                                                                               | Élizabeth Larouche      | Parti québécois     | 4 090          | 19,5 % | -     |
|                                                                                               | Guy Bourgeois (sortant) | Libéral             | 3 936          | 18,8 % | -     |
|                                                                                               | Lyne Cyr                | Québec solidaire    | 3 287          | 15,7 % | -     |
|                                                                                               | Mélina Paquette         | Vert                | 356            | 1,7 %  | -     |
|                                                                                               | Éric Caron              | Citoyens au pouvoir | 355            | 1,7 %  | -     |
| Total                                                                                         | Total                   | Total               | 20 991         | 100 %  |       |
| Le taux de participation lors de l'élection était de 63,8 % et 551 bulletins ont été rejetés. |                         |                     |                |        |       |